# Кружков, Станислав Николаевич
Станислав Николаевич Кружков (16 сентября 1936, Москва — 12 июня 1997) — советский и российский математик, доктор физико-математических наук, профессор (1973).

## Биография
Старшеклассником увлёкся математикой, занимался в математическом кружке под руководством С. В. Бахвалова.
С 1954 по 1959 год учился на механико-математическом факультете МГУ, одногруппник В. И. Арнольда. По окончании МГУ поступил в аспирантуру к О. А. Олейник. Начал преподавать в МГУ (1961), с 1973 года — профессор механико-математического факультета МГУ.
Автор более 100 научных работ. Основные труды по теории нелинейных дифференциальных уравнений с частными производными.
Подготовил 17 кандидатов наук. Считается одним из учёных, определивших лицо математики последней трети XX века
Приложил много усилий по увековечению памяти Пафнутия Львовича Чебышёва (1821—1894).